# Municipio de Green (condado de Randolph)
El municipio de Green (en inglés, Green Township) es un municipio del condado de Randolph, Indiana, Estados Unidos. Tiene una población estimada, a mediados de 2022, de 991 habitantes.

## Geografía
Está ubicado en las coordenadas 40°16′17″N 85°9′28″O / 40.27139, -85.15778. Según la Oficina del Censo de los Estados Unidos, tiene una superficie total de 76.6 km², de la cual 76.2 km² corresponden a tierra firme y 0.4 km² están cubiertos de agua.

## Demografía
Según el censo de 2020, en ese momento había 1019 personas residiendo en la zona. La densidad de población era de 13.4 hab./km². El 95.3 % de los habitantes eran blancos, el 0.2 % eran afroamericanos, el 0.7 % eran amerindios, el 0.1 % era asiático, el 0.5 % eran de otras razas y el 3.2 % eran de una mezcla de razas. Del total de la población el 1.5 % eran hispanos o latinos de cualquier raza.